# The Rapper Thailand
The Rapper Thailand - เดอะแร็ปเปอร์ (tiếng Anh: The Rapper) là một Game Show thi hát rap và hip-hop của Thái Lan được sản xuất bởi Workpoint Entertainment Public Company Limited và Table Round Television Company Limited. Được phát sóng trên Workpoint Channel.
Ngoài ra Công ty Vie Channel từ Việt Nam đã mua bản quyền và chuyển thể chương trình thành phiên bản tiếng Việt với tên gọi Rap Việt.

## Dẫn chương trình và Huấn luyện viên
| MC                      | Mùa | Mùa | Mùa            | Mùa  |
| MC                      | 1   | 2   | 2020 Civil War | 2021 |
| ----------------------- | --- | --- | -------------- | ---- |
| Thacha Gangakhetorn     | ✔   | ✔   | ✔              | ✔    |
| Aphisada Kruekongka     | ✔   | ✔   | ✔              | ✔    |
| Huấn luyện viên         | Mùa | Mùa | Mùa            | Mùa  |
| Huấn luyện viên         | 1   | 2   | 2020 Civil War | 2021 |
| Phitsanu Boonyuen       | ✔   | ✔   | ✔              | ✔    |
| Jirayut Phaloprakarn    | ✔   | ✔   | ✔              | ✔    |
| Pittawat Prukkit        | ✔   | ✔   | ✔              | ✔    |
| Nattawut Srimok         | ✔   | ✔   | ✔              | ✔    |
| Giám khảo               | Mùa | Mùa | Mùa            | Mùa  |
| Giám khảo               | 1   | 2   | 2020 Civil War | 2021 |
| Abhisit Opas-iamdestiny | ✔   | ✔   | ✔              | ✔    |
| Nuan                    | ✔   | ✔   | ✔              | ✔    |

## Mùa giải
| Mùa            | Phát sóng đầu            | Phát sóng cuối            | Người chiến thắng     | Người về nhì                                     | Số tập |
| -------------- | ------------------------ | ------------------------- | --------------------- | ------------------------------------------------ | ------ |
| 1              | Ngày 9 tháng 4 năm 2018  | Ngày 23 tháng 7 năm 2018  | Sirisak Lekwattanarot | Apiwat Chinaksorn và Techhit Pornnitidol         | 17 tập |
| 2              | Ngày 11 tháng 2 năm 2019 | Ngày 3 tháng 6 năm 2019   | Nakarin Jaroonwittaya | Athakorn Dejmark và Surat Piansecret             | 17 tập |
| 2020 Civil War | Ngày 2 tháng 3 năm 2020  | Ngày 25 tháng 5 năm 2020  | Saran Manichot        | Nop Hoisang cùng Thanaphat Buddhaka và Nin JONIN | 13 tập |
| 2021           | Ngày 6 tháng 9 năm 2021  | Ngày 29 tháng 11 năm 2021 | Thanit Kaewsuriwong   | Sakdinan Suksawat và Nattawut U domainsak        | 13 tập |

## Luật thi

### Vòng 1: Chinh phục (Audition)
Tại vòng chinh phục, các thí sinh sẽ phải lựa chọn những chủ đề về lịch sử, văn hóa hoặc các ca khúc đã rất quen thuộc để sáng tác và hình thành lên một bài nhạc mới với Rap làm chủ đạo. Các HLV sẽ quyết định thí sinh về với đội của mình bằng cách đạp chân ga. Thí sinh có 1 đạp từ HLV thì thí sinh đó sẽ lập tức về với chính HLV đó. Nếu 2 đạp trở lên, khi đó 2 vị giám khảo sẽ quyết định thí sinh về với đội HLV ưng ý nhất. Trong trường hợp 2 giám khảo không đưa ra được quyết định, khi đó quyền quyết định sẽ thuộc về thí sinh.
Các HLV sẽ sở hữu 1 chiếc nón vàng. Các HLV có quyền tung nón vàng để thí sinh về với đội mình. Trong trường hợp có 2 nón vàng trở lên, khi đó quyền lựa chọn HLV sẽ thuộc về thí sinh.
Kết thúc vòng chinh phục, mỗi HLV sẽ có tổng cộng 9-10 thí sinh trong đội hình thi đấu chính thức.

### Vòng 2: Đối đầu (Battle)

#### Đối đầu
Ở vòng đối đầu, mỗi HLV sẽ chia các thí sinh trong đội mình thành một cặp để thi đấu, mỗi cặp gồm 2-3 người. Các cặp đối đầu sẽ trình diễn theo chủ đề đã được HLV đưa ra. Kết thúc mỗi trận đấu, giám khảo sẽ quyết định thí sinh đi tiếp. Thí sinh còn lại sẽ vào vòng giải cứu. Trong trường hợp giám khảo không đưa ra được quyết định cuối cùng thì quyền quyết định sẽ thuộc về HLV.
Quyền nón vàng ở vòng 2: Các HLV sẽ sở hữu một chiếc nón vàng. Sau khi các thí sinh không được giám khảo lựa chọn, 1 trong 3 HLV còn lại có quyền tung nón vàng để đưa thí sinh về đội của mình. Các HLV chỉ được cứu thí sinh của đội khác và không được cứu thí sinh của đội mình. Trong trường hợp có 2 nón vàng trở lên, khi đó quyền quyết định về với HLV nào sẽ thuộc về thí sinh.

#### Vòng Giải Cứu
Các thí sinh không dành chiến thắng ở các trận đối đầu sẽ bước vào Vòng Giải Cứu. Ở Vòng Giải Cứu các thí sinh sẽ chọn 1 trong 2 đoạn nhạc nền tương ứng với 8 khuôn nhạc và trình bày theo chủ đề mà HLV đưa ra. HLV sẽ là người quyết định thí sinh đi tiếp.
Kết thúc vòng đối đầu, số lượng thí sinh trong mỗi đội HLV sẽ giảm còn 6 thí sinh trong đội. Trong đó 5 thí sinh trong đội hình gốc và 1 thí sinh được cứu từ đội khác bằng nón vàng.

### Vòng 3: Bứt Phá (Playoff)
Tại vòng bứt phá, 24 thí sinh còn lại sẽ được chia thành 6 bảng đấu gồm: A,B,C,D,E,F. Mỗi bảng đấu gồm 4 thí sinh theo sự sắp xếp của HLV. Các thí sinh trong bảng sẽ được giám khảo giao 1 trong 2 chủ đề để hình thành bài nhạc của riêng mình. Sau khi kết thúc các tiết mục trong bảng, các HLV và Giám Khảo sẽ tiến hành bình chọn cho các thí sinh. Các HLV sẽ không được bình chọn cho các thí sinh của đội mình. Thí sinh có số phiếu bình chọn cao nhất sẽ dành chiến thắng bảng đấu và bước vào Vòng Chung Kết.
Trong trường hợp 2-3 thí sinh có cùng số phiếu bình chọn cao nhất. Khi đó các thí sinh sẽ bước vào vòng 8bar. Tại Vòng 8Bar các thí sinh sẽ chọn cho mình 1 trong 2 đoạn nhạc nền tưng ứng với 8 khuôn nhạc và trình diễn theo chủ đề giám khảo đưa ra. Sau khi kết thúc phần 8Bar, giám khảo sẽ quyết định thí sinh dành chiến thắng và bước vào Vòng Chung Kết.
Sau khi kết thúc 6 bảng đấu. Trong tổng số 18 thí sinh bị loại. 2 Giám Khảo sẽ sở hữu 1 chiếc nón vàng để chọn ra 2 thí sinh mà mình cảm thấy xứng đáng nhất để bước vào Vòng Chung Kết.
Kết thúc vòng Bứt Phá, sẽ có tổng cộng 8 thí sinh vào Vòng Chung Kết gồm 6 thí sinh chiến thắng ở các bảng đấu và 2 thí sinh được giám khảo giải cứu bằng nón vàng.

### Vòng cuối: Chung kết (Final Rhyme)
Đây là vòng cuối cùng để xác định quán quân của cuộc thi. Đến vòng này, chương trình sẽ được thực hiện truyền hình trực tiếp. Các khán giả tại nhà có thể bình chọn cho thí sinh mà họ muốn giành quán quân, mỗi người chỉ có thể bỏ phiếu một lần. Các phiếu bầu sẽ dựa trên điểm SMS (và cả thông qua Line Votes trong Phần 1). Người có nhiều phiếu bầu nhất sẽ chiến thắng và trở thành quán quân của THE RAPPER, giành được giải thưởng 1.000.000 baht.